# Discophlebia blosyrodes
Discophlebia blosyrodes är en fjärilsart som beskrevs av Turner 1903. Discophlebia blosyrodes ingår i släktet Discophlebia och familjen Oenosandridae. Inga underarter finns listade i Catalogue of Life.